# جهت‌یابی افقی
جهت‌یابی افقی (به انگلیسی: Transverse orientation)، نگه داشتن یک زاویه ثابت روی منبع نور از فاصله دور برای جهت‌یابی، یک پاسخ حس عمقی است که توسط برخی حشرات مانند پروانه‌ها نشان داده می‌شود.
با حفظ یک رابطه زاویه‌ای ثابت با یک نور درخشان آسمانی، مانند ماه، آنها می‌توانند در یک خط مستقیم پرواز کنند. اجرام آسمانی آنقدر دور هستند که حتی پس از طی مسافت‌های طولانی، تغییر زاویه بین پروانه و منبع نور ناچیز است. علاوه بر این، ماه همیشه در قسمت بالایی میدان بینایی یا در افق خواهد بود. هنگامی که یک پروانه با نور مصنوعی بسیار نزدیک‌تری روبرو می‌شود و از آن برای ناوبری استفاده می‌کند، زاویه آن به‌طور محسوسی پس از طی مسافت کوتاهی تغییر می‌کند، علاوه بر این که اغلب در زیر افق قرار می‌گیرد. پروانه به‌طور غریزی سعی می‌کند با چرخش به سوی نور اصلاح کند و در نتیجه مسیر پرواز مارپیچی ایجاد می‌شود که به منبع نور نزدیک و نزدیک‌تر می‌شود.